# Cúp bóng đá Nam Mỹ 2024 (Bảng A)
Bảng A của Cúp bóng đá Nam Mỹ 2024 là một trong bốn bảng đấu trong khuôn khổ vòng bảng của giải đấu với sự góp mặt của đương kim vô địch Argentina, Peru, Chile và Canada. Các trận đấu tại bảng A sẽ diễn ra từ ngày 20 đến ngày 29 tháng 6 năm 2024 tại sáu sân vận động trên khắp Hoa Kỳ.
2 đội đứng đầu bảng đấu sẽ góp mặt tại tứ kết.

## Các đội tuyển
| Vị trí bốc thăm | Đội tuyển | Nhóm hạt giống | Liên đoàn | Tư cách vượt qua vòng loại | Số lần tham dự | Lần tham dự gần nhất | Thành tích tốt nhất lần trước           | Bảng xếp hạng FIFA | Bảng xếp hạng FIFA |
| Vị trí bốc thăm | Đội tuyển | Nhóm hạt giống | Liên đoàn | Tư cách vượt qua vòng loại | Số lần tham dự | Lần tham dự gần nhất | Thành tích tốt nhất lần trước           | Tháng 11 năm 2023  | Tháng 6 năm 2024   |
| --------------- | --------- | -------------- | --------- | -------------------------- | -------------- | -------------------- | --------------------------------------- | ------------------ | ------------------ |
| A1              | Argentina | 1              | CONMEBOL  | Đặc cách tham dự           | 44 lần         | 2021                 | Vô địch (15 lần, lần gần nhất vào 2021) | 1                  | 1                  |
| A2              | Perú      | 2              | CONMEBOL  | Đặc cách tham dự           | 34 lần         | 2021                 | Vô địch (1939, 1975)                    | 35                 | 31                 |
| A3              | Chile     | 3              | CONMEBOL  | Đặc cách tham dự           | 41 lần         | 2021                 | Vô địch (2015, 2016)                    | 40                 | 40                 |
| A4              | Canada    | 4              | CONCACAF  | Đội thắng vòng play-off    | 1 lần          | —                    | —                                       | 48                 | 48                 |

## Bảng xếp hạng
| VT | Đội       | ST | T | H | B | BT | BB | HS | Đ | Giành quyền tham dự                 |
| -- | --------- | -- | - | - | - | -- | -- | -- | - | ----------------------------------- |
| 1  | Argentina | 3  | 3 | 0 | 0 | 5  | 0  | +5 | 9 | Đi tiếp vào vòng đấu loại trực tiếp |
| 2  | Canada    | 3  | 1 | 1 | 1 | 1  | 2  | −1 | 4 | Đi tiếp vào vòng đấu loại trực tiếp |
| 3  | Chile     | 3  | 0 | 2 | 1 | 0  | 1  | −1 | 2 |                                     |
| 4  | Perú      | 3  | 0 | 1 | 2 | 0  | 3  | −3 | 1 |                                     |

Tại tứ kết:
- Đội đứng đầu bảng A sẽ gặp đội đứng thứ 2 bảng B.
- Đội đứng thứ 2 bảng A sẽ gặp đội đứng đầu bảng B.

## Các trận đấu
Các trận đấu đều sẽ diễn ra theo giờ địa phương.

### Argentina vs Canada
| Argentina                        | 2–0      | Canada |
| -------------------------------- | -------- | ------ |
| - Álvarez 49' - La. Martínez 88' | Chi tiết |        |

| Argentina | Canada |

| TM               | 23 | Emiliano Martínez   |       |     |
| HV               | 26 | Nahuel Molina       |       | 89' |
| HV               | 13 | Cristian Romero     |       |     |
| HV               | 25 | Lisandro Martínez   |       |     |
| HV               | 8  | Marcos Acuña        |       | 89' |
| TV               | 11 | Ángel Di María      |       | 68' |
| TV               | 7  | Rodrigo De Paul     | 61'   |     |
| TV               | 5  | Leandro Paredes     |       | 77' |
| TV               | 20 | Alexis Mac Allister |       |     |
| TĐ               | 10 | Lionel Messi (c)    |       |     |
| TĐ               | 9  | Julián Álvarez      |       | 76' |
| Thay người:      |    |                     |       |     |
| TV               | 16 | Giovani Lo Celso    | 90+1' | 68' |
| TĐ               | 22 | Lautaro Martínez    |       | 76' |
| HV               | 19 | Nicolás Otamendi    |       | 77' |
| HV               | 3  | Nicolás Tagliafico  |       | 89' |
| HV               | 4  | Gonzalo Montiel     |       | 89' |
| Huấn luyện viên: |    |                     |       |     |
| Lionel Scaloni   |    |                     |       |     |

| TM               | 16 | Maxime Crépeau      |       |     |
| HV               | 2  | Alistair Johnston   |       |     |
| HV               | 15 | Moïse Bombito       |       |     |
| HV               | 13 | Derek Cornelius     | 90+5' |     |
| HV               | 19 | Alphonso Davies (c) |       |     |
| TV               | 17 | Tajon Buchanan      |       | 59' |
| TV               | 8  | Ismaël Koné         | 81'   | 85' |
| TV               | 7  | Stephen Eustáquio   |       |     |
| TV               | 23 | Liam Millar         |       | 85' |
| TĐ               | 10 | Jonathan David      |       | 80' |
| TĐ               | 9  | Cyle Larin          |       |     |
| Thay người:      |    |                     |       |     |
| TĐ               | 14 | Jacob Shaffelburg   |       | 59' |
| HV               | 22 | Richie Laryea       |       | 80' |
| TV               | 21 | Jonathan Osorio     |       | 85' |
| TĐ               | 12 | Jacen Russell-Rowe  |       | 85' |
| Huấn luyện viên: |    |                     |       |     |
| Jesse Marsch     |    |                     |       |     |

| Cầu thủ xuất sắc nhất trận: Julian Alvarez (Argentina) Trợ lý trọng tài: Jorge Urrego (Venezuela) Lubin Torrealba (Venezuela) Trọng tài bàn: Iván Barton (El Salvador) Trọng tài dự phòng: David Morán (El Salvador) Trợ lý trọng tài video: Leodán González (Uruguay) Trợ lý tổ trợ lý trọng tài video: Richard Trinidad (Uruguay) |

### Peru vs Chile
| Perú | 0–0      | Chile |
| ---- | -------- | ----- |
|      | Chi tiết |       |

| Peru | Chile |

| TM               | 1  | Pedro Gallese      |     |     |
| HV               | 15 | Miguel Araujo      |     |     |
| HV               | 5  | Carlos Zambrano    | 18' |     |
| HV               | 22 | Alexander Callens  |     | 84' |
| TV               | 16 | Wilder Cartagena   |     |     |
| TV               | 8  | Sergio Peña        |     |     |
| TV               | 23 | Piero Quispe       |     | 71' |
| TV               | 7  | Andy Polo          |     | 84' |
| TV               | 17 | Luis Advíncula (c) |     | 35' |
| TĐ               | 14 | Gianluca Lapadula  |     |     |
| TĐ               | 20 | Edison Flores      |     | 71' |
| Thay người:      |    |                    |     |     |
| HV               | 6  | Marcos López       |     | 35' |
| TĐ               | 25 | Joao Grimaldo      |     | 71' |
| TĐ               | 9  | Paolo Guerrero     |     | 71' |
| HV               | 19 | Oliver Sonne       |     | 84' |
| HV               | 2  | Luis Abram         |     | 84' |
| Huấn luyện viên: |    |                    |     |     |
| Jorge Fossati    |    |                    |     |     |

| TM               | 1  | Claudio Bravo (c)  |     |     |
| HV               | 4  | Mauricio Isla      |     |     |
| HV               | 16 | Igor Lichnovsky    |     |     |
| HV               | 5  | Paulo Díaz         |     |     |
| HV               | 2  | Gabriel Suazo      |     |     |
| TV               | 7  | Marcelino Núñez    |     | 85' |
| TV               | 13 | Erick Pulgar       | 22' |     |
| TV               | 9  | Víctor Dávila      | 47' | 65' |
| TV               | 10 | Alexis Sánchez     | 79' |     |
| TV               | 15 | Diego Valdés       |     | 46' |
| TĐ               | 11 | Eduardo Vargas     |     | 65' |
| Thay người:      |    |                    |     |     |
| TĐ               | 8  | Darío Osorio       |     | 46' |
| TĐ               | 19 | Marcos Bolados     |     | 65' |
| TĐ               | 22 | Ben Brereton Díaz  |     | 65' |
| TV               | 18 | Rodrigo Echeverría |     | 85' |
| Huấn luyện viên: |    |                    |     |     |
| Ricardo Gareca   |    |                    |     |     |

| Cầu thủ xuất sắc nhất trận: Alexis Sanchez (Chile) Trợ lý trọng tài: Bruno Pires (Brasil) Bruno Boschilia (Brasil) Trọng tài bàn: Edina Alves (Brasil) Trọng tài dự phòng: Neuza Back (Brasil) Trợ lý trọng tài video: Rodolpho Toski (Brasil) Trợ lý tổ trợ lý trọng tài video: Daniel Nobre (Brasil) |

### Peru vs Canada
| Perú | 0–1      | Canada      |
| ---- | -------- | ----------- |
|      | Chi tiết | - David 74' |

| Peru | Canada |

| TM               | 1  | Pedro Gallese       |     |     |
| HV               | 15 | Miguel Araujo       | 59' |     |
| HV               | 5  | Carlos Zambrano (c) |     | 78' |
| HV               | 22 | Alexander Callens   |     |     |
| TV               | 16 | Wilder Cartagena    |     |     |
| TV               | 8  | Sergio Peña         |     | 79' |
| TV               | 23 | Piero Quispe        |     | 62' |
| TV               | 7  | Andy Polo           |     |     |
| TV               | 6  | Marcos López        |     |     |
| TĐ               | 14 | Gianluca Lapadula   |     | 70' |
| TĐ               | 20 | Edison Flores       |     | 62' |
| Thay người:      |    |                     |     |     |
| HV               | 4  | Anderson Santamaría |     | 62' |
| TĐ               | 11 | Bryan Reyna         |     | 62' |
| TĐ               | 9  | Paolo Guerrero      |     | 70' |
| TV               | 10 | Christian Cueva     |     | 78' |
| TĐ               | 19 | André Carrillo      |     | 79' |
| Huấn luyện viên: |    |                     |     |     |
| Jorge Fossati    |    |                     |     |     |

| TM               | 16 | Maxime Crépeau      |     |     |
| HV               | 2  | Alistair Johnston   |     |     |
| HV               | 15 | Moïse Bombito       |     |     |
| HV               | 13 | Derek Cornelius     |     | 46' |
| TV               | 22 | Richie Laryea       | 20' | 66' |
| TV               | 8  | Ismaël Koné         |     | 46' |
| TV               | 7  | Stephen Eustáquio   |     |     |
| TV               | 19 | Alphonso Davies (c) |     |     |
| TĐ               | 10 | Jonathan David      |     |     |
| TĐ               | 9  | Cyle Larin          |     | 82' |
| TĐ               | 23 | Liam Millar         |     | 46' |
| Thay người:      |    |                     |     |     |
| HV               | 4  | Kamal Miller        |     | 46' |
| TĐ               | 14 | Jacob Shaffelburg   |     | 46' |
| TV               | 21 | Jonathan Osorio     |     | 46' |
| TĐ               | 17 | Tajon Buchanan      |     | 66' |
| TĐ               | 25 | Tani Oluwaseyi      |     | 82' |
| Huấn luyện viên: |    |                     |     |     |
| Jesse Marsch     |    |                     |     |     |

| Cầu thủ xuất sắc nhất trận: Jonathan David (Canada) Trợ lý trọng tài: Luis Ventura (Guatemala) Humberto Panjoj (Guatemala) Trọng tài bàn: Augusto Aragon (Ecuador) Trọng tài dự phòng: Ricardo Baren (Ecuador) Trợ lý trọng tài video: Juan Soto (Venezuela) Trợ lý tổ trợ lý trọng tài video: Gery Vargas (Bolivia) |

### Chile vs Argentina
| Chile | 0–1      | Argentina        |
| ----- | -------- | ---------------- |
|       | Chi tiết | La. Martínez 88' |

| Chile | Argentina |

| TM               | 1  | Claudio Bravo (c)  |     |     |
| HV               | 4  | Mauricio Isla      | 82' | 88' |
| HV               | 16 | Igor Lichnovsky    |     |     |
| HV               | 5  | Paulo Díaz         |     |     |
| HV               | 2  | Gabriel Suazo      | 55' |     |
| TV               | 13 | Erick Pulgar       |     | 76' |
| TV               | 18 | Rodrigo Echeverría |     |     |
| TV               | 8  | Darío Osorio       |     |     |
| TV               | 10 | Alexis Sánchez     |     | 66' |
| TĐ               | 9  | Víctor Dávila      |     |     |
| TĐ               | 11 | Eduardo Vargas     |     | 88' |
| Thay người:      |    |                    |     |     |
| TĐ               | 19 | Marcos Bolados     |     | 66' |
| TV               | 7  | Marcelino Núñez    |     | 76' |
| HV               | 26 | Nicolás Fernández  |     | 88' |
| TĐ               | 22 | Ben Brereton Díaz  |     | 88' |
| Huấn luyện viên: |    |                    |     |     |
| Ricardo Gareca   |    |                    |     |     |

| TM               | 23 | Emiliano Martínez   |  |     |
| HV               | 26 | Nahuel Molina       |  | 83' |
| HV               | 13 | Cristian Romero     |  |     |
| HV               | 25 | Lisandro Martínez   |  |     |
| HV               | 3  | Nicolás Tagliafico  |  | 83' |
| TV               | 15 | Nicolás González    |  | 73' |
| TV               | 7  | Rodrigo De Paul     |  |     |
| TV               | 24 | Enzo Fernández      |  | 64' |
| TV               | 20 | Alexis Mac Allister |  |     |
| TĐ               | 10 | Lionel Messi (c)    |  |     |
| TĐ               | 9  | Julián Álvarez      |  | 73' |
| Thay người:      |    |                     |  |     |
| TV               | 16 | Giovani Lo Celso    |  | 64' |
| TĐ               | 11 | Ángel Di María      |  | 73' |
| TĐ               | 22 | Lautaro Martínez    |  | 73' |
| HV               | 8  | Marcos Acuña        |  | 83' |
| HV               | 4  | Gonzalo Montiel     |  | 83' |
| Huấn luyện viên: |    |                     |  |     |
| Lionel Scaloni   |    |                     |  |     |

| Cầu thủ xuất sắc nhất trận: Claudio Bravo (Chile) Trợ lý trọng tài: Nicolás Taran (Uruguay) Carlos Barreiro (Uruguay) Trọng tài bàn: Gustavo Tejera (Uruguay) Trọng tài dự phòng: Pablo Llarena (Uruguay) Trợ lý trọng tài video: Carlos Obre (Ecuador) Trợ lý tổ trợ lý trọng tài video: Cristhian Lescano (Ecuador) |

### Argentina vs Peru
| Argentina             | 2–0      | Perú |
| --------------------- | -------- | ---- |
| La. Martínez 47', 86' | Chi tiết |      |

| Argentina | Peru |

| TM               | 23 | Emiliano Martínez     |     |     |
| HV               | 4  | Gonzalo Montiel       |     |     |
| HV               | 6  | Germán Pezzella       |     | 86' |
| HV               | 19 | Nicolás Otamendi      |     |     |
| HV               | 3  | Nicolás Tagliafico    |     |     |
| TV               | 5  | Leandro Paredes       | 68' | 77' |
| TV               | 16 | Giovani Lo Celso      |     | 66' |
| TV               | 14 | Exequiel Palacios     |     |     |
| TĐ               | 11 | Ángel Di María (c)    |     | 77' |
| TĐ               | 22 | Lautaro Martínez      |     |     |
| TĐ               | 17 | Alejandro Garnacho    |     | 66' |
| Thay người:      |    |                       |     |     |
| TV               | 24 | Enzo Fernández        |     | 66' |
| TĐ               | 15 | Nicolás González      |     | 66' |
| TĐ               | 21 | Valentín Carboni      |     | 77' |
| TV               | 18 | Guido Rodríguez       |     | 77' |
| HV               | 2  | Lucas Martínez Quarta |     | 86' |
| Huấn luyện viên: |    |                       |     |     |
| Lionel Scaloni   |    |                       |     |     |

| TM               | 1  | Pedro Gallese      |     |     |
| HV               | 3  | Aldo Corzo         |     |     |
| HV               | 5  | Carlos Zambrano    |     |     |
| HV               | 22 | Alexander Callens  |     |     |
| TV               | 19 | Oliver Sonne       |     |     |
| TV               | 16 | Wilder Cartagena   | 36' | 46' |
| TV               | 8  | Sergio Peña        |     |     |
| TV               | 6  | Marcos López       |     | 77' |
| TV               | 20 | Edison Flores      |     | 56' |
| TV               | 11 | Bryan Reyna        |     | 63' |
| TĐ               | 9  | Paolo Guerrero (c) | 28' | 56' |
| Thay người:      |    |                    |     |     |
| TV               | 13 | Jesús Castillo     |     | 46' |
| TĐ               | 24 | José Rivera        |     | 56' |
| TĐ               | 14 | Gianluca Lapadula  |     | 56' |
| TĐ               | 26 | Franco Zanelatto   |     | 63' |
| TV               | 10 | Christian Cueva    |     | 77' |
| Huấn luyện viên: |    |                    |     |     |
| Jorge Fossati    |    |                    |     |     |

| Trợ lý trọng tài: Alberto Morín (México) Marco Bisguerra (México) Trọng tài bàn: Alexis Herrera (Venezuela) Trọng tài dự phòng: Lubin Torrealba (Venezuela) Trợ lý trọng tài video: Guillermo Pacheco (México) Trợ lý tổ trợ lý trọng tài video: Erik Miranda (México) |

### Canada vs Chile
| Canada | 0–0      | Chile |
| ------ | -------- | ----- |
|        | Chi tiết |       |

| Canada | Chile |

| TM               | 16 | Maxime Crépeau      |     |       |
| HV               | 2  | Alistair Johnston   | 57' |       |
| HV               | 15 | Moïse Bombito       | 7'  |       |
| HV               | 13 | Derek Cornelius     |     |       |
| HV               | 19 | Alphonso Davies (c) | 42' |       |
| TV               | 21 | Jonathan Osorio     |     |       |
| TV               | 7  | Stephen Eustáquio   |     |       |
| TV               | 22 | Richie Laryea       |     | 76'   |
| TV               | 10 | Jonathan David      |     | 90+4' |
| TV               | 14 | Jacob Shaffelburg   |     | 66'   |
| TĐ               | 9  | Cyle Larin          |     | 76'   |
| Thay người:      |    |                     |     |       |
| TĐ               | 13 | Liam Millar         | 66' | 66'   |
| TĐ               | 17 | Tajon Buchanan      |     | 76'   |
| TĐ               | 25 | Tani Oluwaseyi      | 79' | 76'   |
| HV               | 4  | Kamal Miller        |     | 90+4' |
| Huấn luyện viên: |    |                     |     |       |
| Jesse Marsch     |    |                     |     |       |

| TM               | 12 | Gabriel Arias      |         |     |
| HV               | 4  | Mauricio Isla      |         |     |
| HV               | 16 | Igor Lichnovsky    |         |     |
| HV               | 3  | Guillermo Maripán  |         |     |
| HV               | 2  | Gabriel Suazo      | 12' 27' |     |
| TV               | 7  | Marcelino Núñez    |         | 46' |
| TV               | 18 | Rodrigo Echeverría |         | 82' |
| TV               | 8  | Darío Osorio       |         | 30' |
| TV               | 10 | Alexis Sánchez (c) |         |     |
| TV               | 9  | Víctor Dávila      |         | 77' |
| TĐ               | 11 | Eduardo Vargas     |         | 46' |
| Thay người:      |    |                    |         |     |
| HV               | 6  | Thomas Galdames    |         | 30' |
| TV               | 13 | Erick Pulgar       |         | 46' |
| TĐ               | 19 | Marcos Bolados     |         | 46' |
| TĐ               | 21 | Ben Brereton Díaz  |         | 77' |
| TV               | 24 | César Pérez        |         | 82' |
| Huấn luyện viên: |    |                    |         |     |
| Ricardo Gareca   |    |                    |         |     |

| Trợ lý trọng tài: Alexander Guzmán (Colombia) Jhon León (Colombia) Trọng tài bàn: Jhon Ospina (Colombia) Trọng tài dự phòng: Corey Parker (Hoa Kỳ) Trợ lý trọng tài video: Armando Villarreal (Hoa Kỳ) Trợ lý tổ trợ lý trọng tài video: Yadir Acuña (Colombia) |